# Corps
Corps je francouzská obec v departementu Isère regionu Auvergne-Rhône-Alpes na jihovýchodě Francie.

## Geografie
Corps je situován v Alpách na hranici dvou departementů Isère a Hautes-Alpes.
Sousední obce: Les Côtes-de-Corps, La Salette-Fallavaux, Aspres-lès-Corps, Ambel a Pellafol.

## Demografie
| 1882 | 1926 | 1962 | 1968 | 1975 | 1982 | 1990 | 1999 |
| ?    | ?    | 608  | 556  | 465  | 505  | 512  | 453  |
| ---- | ---- | ---- | ---- | ---- | ---- | ---- | ---- |
|      |      |      |      |      |      |      |      |

## Významní rodáci
V obci se narodili Mélanie Calvatová a Maximin Giraud vizionáři mariánského zjevení v La Salettě, které se odehrálo 19. září 1846.